# 1392
1392 (MCCCXCII) fue un año bisiesto comenzado en lunes del calendario juliano, en vigor en aquella fecha.

## Acontecimientos
- Luis I de Orleans se convierte en duque de Orleans.
- Fundación de la Dinastía Joseon en Corea

## Nacimientos
- Alain Chartier, poeta francés durante la Edad Media.
- Flavio Biondo, humanista e historiador italiano.
- 22 de septiembre: Filippo Maria Visconti, duque de Milán.

## Fallecimientos
- 25 de septiembre: Sergio de Rádonezh (78), religioso ruso, el más importante reformador monástico de la Rusia medieval, canonizado por el cristianismo (n. 1314).